# Hongkong zászlaja
Hongkong zászlaja (hagyományos kínai:中華人民共和國香港特別行政區區旗, egyszerűsített kínai: 中华人民共和国香港特别行政区区旗, pinjin: Zhōnghuá Rénmín Gònghéguó Xiānggǎng Tèbié Xíngzhèngqū Qū qí, magyaros átírással: Csunghua Zsenmin Kunghokuo Hsziangkang Töpie Hszingcsengcsü Csü csi, szó szerinti fordításban: a Kínai Népköztársaság Hongkong Különleges Igazgatású Terület zászlaja) vörös alapon egy stilizált fehér orchideavirág (Bauhinia blakeana), szirmain vörös csillagokkal. Tervét 1990. április 4-én, a hetedik Országos Népi Gyűlés harmadik ülésszakán fogadták el. A zászló pontos használatát Pekingben a Kínai Állami Tanács 58. tanácsülésén foglalták törvénybe. A zászló megjelenítését Hongkong alkotmányában, használatának és gyártásának előírásait, a használatának illetve a meggyalázásának tilalmára vonatkozó rendelkezéseket a Területi zászló és területi jelképek rendeletében rögzítették. A zászlót hivatalosan 1997. július 1-jén használták először annak alkalmából, hogy Hongkong visszakerült Kínához.

## Kinézete

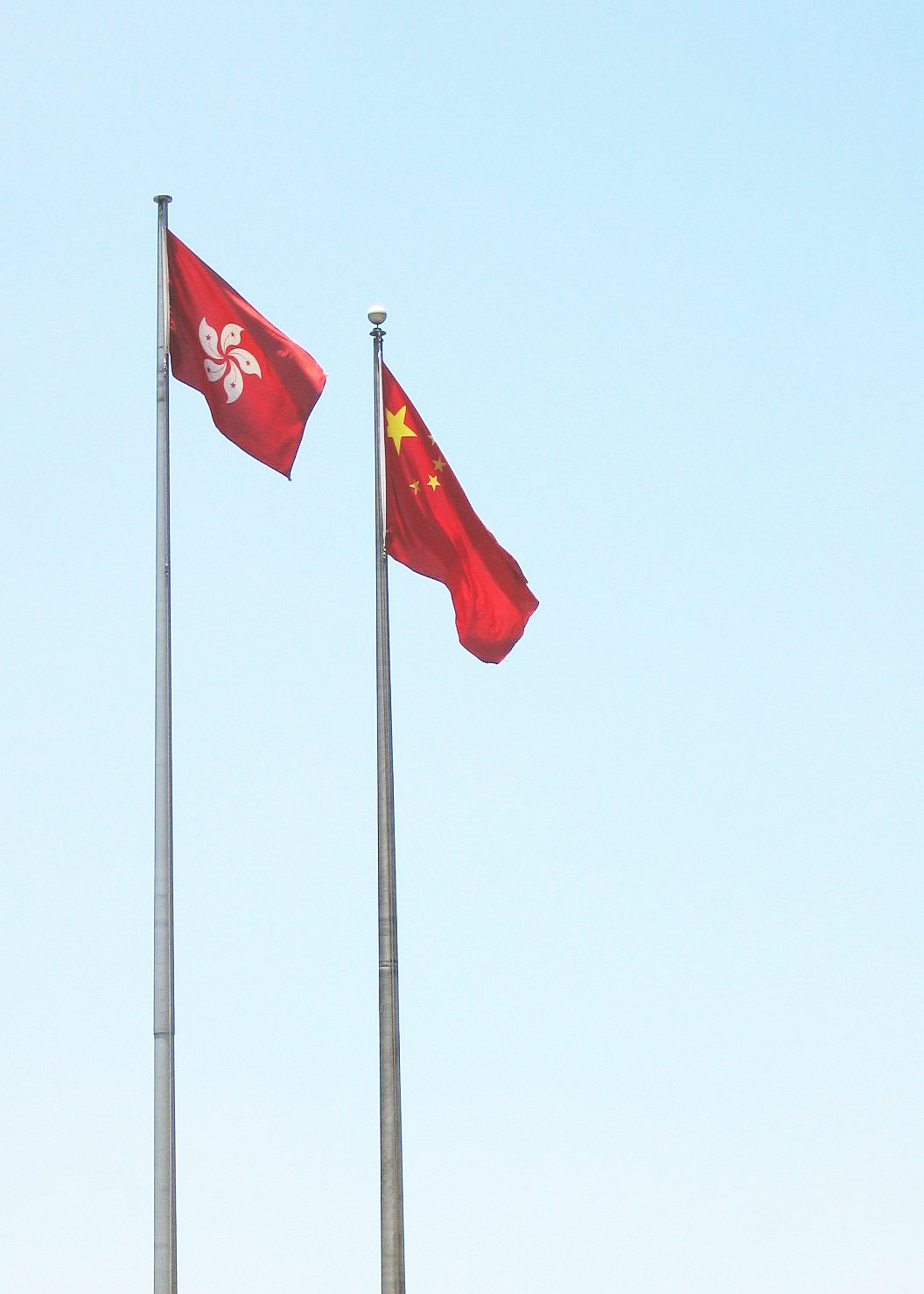
A hongkongi és a kínai zászló

### Szimbolikája
A zászló szimbolikája kulturális, politikai és vallási jelentést is hordoz. Az alapszín maga is jelentős, a vörös a kínai nép ünnepi színe és a nemzeti öntudat kifejezője. A szín azonos a kínai zászló alapszínével, ez a korábban gyarmati helyzetben lévő Hongkong és Kína újraegyesítését szimbolizálja. A vörös és fehér színek az egy ország – két rendszer elnevezésű politikai alapelvet jelentik. A Bauhinia blakeana orchidea, melyet Hongkongban fedeztek föl, szintén eme kettősség jelképezője.
A zászló elfogadását megelőzően az alkotmány tervezőbizottságának elnöke a következő szavakkal magyarázta a zászló külsejének jelentőségét az Országos Népi Gyűlés előtt:
A nemzeti zászlón vörös háttérben öt orchidea virágszirom látható, csillagokkal a szirmok közepén. A vörös zászló fejezi ki az anyaföldet, és az orchidea Hongkongot. A kinézet arra utal, hogy Hongkong Kína elidegeníthetetlen része, amely az anyaföld ölelésében virágzik. A virág öt csillaga azt a tényt fejezi ki, hogy a hongkongi honfitársak szeretik a hazájukat, míg a vörös és fehér színek az „egy ország, két rendszer” alapelvet testesítik meg.

### Kinézete
A hongkongi kormány meghatározta a méretbeli, színbeli és gyártásra vonatkozó paramétereket, melyek alapján a zászló elkészíthető. A négyszög alakú zászló háttere vörös, ugyanolyan árnyalatú, mint a kínai zászlóé. Hosszának és magasságának aránya 3:2. Közepén a Bauhinia blakeana ötszirmú stilizált ábrája látható. Ha a virágot kör alakban ábrázoljuk, annak átmérője 60%-a a zászló teljes magasságának. A szirmok egyenletesen terülnek szét a zászló középpontja körül, kifelé sugárzó, az óramutató járásával megegyező irányban. Minden szirom közepén egy-egy ötágú vörös csillag, a kommunizmus és szocializmus jelképe helyezkedik el egy, a virág közepétől induló vonással, melyek a virág porzójaként tűnnek fel. A vörös vonások minden szirmot elfeleznek. A zászló fejrésze, mellyel a zászlórúdra felhúzható vagy felerősíthető, fehér színű.

A hongkongi zászló kiviteli terve

### Méretezése
A zászló nyolc hivatalos méretben készíthető. Ha egy zászló nem felel meg ezen méretbeli előírásoknak, át kell méretezni a hivatalos méreteknek szerint.
| Méret             | Hosszúság és szélesség (cm) |
| ----------------- | --------------------------- |
| 1                 | 288 × 192                   |
| 2                 | 240 × 160                   |
| 3                 | 192 × 128                   |
| 4                 | 144 × 96                    |
| 5                 | 96 × 64                     |
| Autózászló        | 30 × 20                     |
| Beiktatási zászló | 21 × 14                     |
| Asztali zászló    | 15 × 10                     |

### Színezése
A következők a hongkongi zászló megközelítő színei eltérő színrendszerekben. A HTML/RGB kódokat, a CMYK megfelelőket, illetve a színárnyalatokat és a Pantone egyenértékeseket külön megjelenítve.
| Szín  | Minta | HTML    | CMYK       | Szín neve   | HSL          | Pantone |
| ----- | ----- | ------- | ---------- | ----------- | ------------ | ------- |
| Vörös |       | #FF0000 | 0-100-90-0 | Kínai vörös | 0°,100%,50%  | 186     |
| Fehér |       | #FFFFFF | 0-0-0-0    | Fehér       | 0°,100%,100% |         |

### Előállítása
A Területi zászló és területi jelképek rendeletében rögzítették, hogy a hongkongi zászlót csak a rendeletben előírtak alapján lehet készíteni. Ha egy zászló nem a rendelet alapján készül, az igazságügyi államtitkár kérvényezheti a kerületi bíróságon, hogy az az adott gyártót vagy gyártócéget eltiltsa a zászlókészítéstől. Ha a kerületi bíróság is egyetért abban, hogy a zászlók nem megfelelőek, a bíróság ítéletet hozhat arról, hogy a zászlókat, és az alapanyagokat, melyeket felhasználtak a gyártás során, a kormány elkobozza.

## Története

### Történelmi zászlók

Hongkong első gyarmati zászlaja (1871-1876)

Hongkong utolsó gyarmati zászlaja (1959-1997) (felépítése)

Hongkong visszacsatolását megelőzően Hongkong zászlaja a kék gyarmati zászló volt. A gyarmati Brit Hongkong zászlaja számos változáson esett át az utóbbi másfél század során.
1843-ban alkottak meg egy Hongkongot reprezentáló pecsétet. A pecséten egy helyi vízparti jelenet látható; elején három kereskedő a termékeivel, egy vitorláshajó és középen egy dzsunka, míg a háttérben kúpos hegyek és felhők. 1868-ban készült el a kék gyarmati zászló, melyen ez a pecsét látható, de a tervet Richard Graves MacDonnell hongkongi kormányzó elutasította.
1870-ben a gyarmati titkár elé vittek egy kék lobogós gyarmati zászlót, melyen a H. K. kezdőbetűk fölött egy fehér korona állt. Három évvel később a betűket elhagyták és színes korona került fölé. Tisztázatlan, hogy a pecsét hogyan nézett ki abban az időszakban, de valószínűleg a helyi jelenet nélküli lehetett. Valamilyen koronát ábrázolhatott, a H. és K. betűk pedig vagy ott voltak alatta, vagy nem. 1876-ban a haditengerészet jóváhagyásával a vízparti jelenet visszakerült a kék lobogóra.
1955-re a helyi jelenetet átdolgozták. Hasonlított a korábbi pecséthez, de kissé alacsonyabb volt a nézőpontja, és bal oldalán valósághűbb hegy volt. A hegy, a hajó és a dzsunka feltűnőbb lett és kidomborodott.
Hongkong címerét 1959. január 21-én fogadta el a londoni Címerhivatal (College of Arms). A zászlót még abban az évben átdolgozták, és az új címer került a kék gyarmati lobogóba. Ezt a változatot használták 1959-től egészen az 1997-es visszacsatolásig.
| Zászló | Használata          | Típusa                                                                     | Leírása                                   |
| ------ | ------------------- | -------------------------------------------------------------------------- | ----------------------------------------- |
|        | 1871–1876           | Gyarmati zászló                                                            | Brit kék lobogó koronás H. K. betűkkel    |
|        | 1876–1955           | Gyarmati zászló                                                            | Brit kék lobogó egy helyi vízparti képpel |
|        | 1955–1959           | Gyarmati zászló                                                            | Brit kék lobogó egy helyi vízparti képpel |
|        | 1959–1997           | Gyarmati zászló az 1997-es visszacsatolást megelőzően                      | Brit kék lobogó Hongkong címerével        |
|        | 1959–1997           | Nem hivatalos hongkongi vörös lobogó az 1997-es visszacsatolást megelőzően | Brit vörös lobogó Hongkong címerével      |
|        | 1985–1999           | A hongkongi Területi Tanács zászlaja                                       |                                           |
|        | 1960-as évek – 1999 | A hongkongi Városi Tanács zászlaja                                         |                                           |

### Jelenlegi zászló
Mielőtt Hongkongot visszacsatolták Kínához, pályázatot indítottak a hongkongi lakosok között, hogy vegyenek részt az új zászló kiválasztásában, melyre több mint 7000 beadvány érkezett. Tao Ho építész egyike volt az új zászlót kiválasztó zsűrinek. Állítása szerint a tervek között volt néhány humoros, illetve politikai indíttatású is. „Egy zászlóterv egyik oldalán sarló és kalapács, a másik oldalán dollárjel ($) volt.” Végül a zsűritagok hat döntős tervet választottak ki, de ezeket Kína mind visszautasította. Később Hót és társait kérte fel az állam, hogy új javaslatokat tegyenek.
Ho ihletet keresve egy kertben sétálgatott. Felszedett egy Bauhinia blakeana virágot, észrevette öt szirmának szimmetriáját és hogy kanyarodó mintái milyen erőteljes érzést váltanak ki belőle. Ez vezette Hót arra, hogy a virág jelképezze Hongkongot a zászlóban. Tervét 1990. április 4-én fogadták el a hetedik Országos Népi Gyűlés harmadik ülésszakán, és 1997. július 1-jén röviddel éjfél után vonták föl hivatalosan először a Kínához való visszacsatolás alkalmából. A kínai zászlóval együtt húzták föl, miközben a kínai himnusz szólt. Az angol és a gyarmati zászlót éjfél előtt, éjjel 11 órakor vonták be.

## Zászlóprotokoll
Hongkong zászlaja minden nap lobog az elnöki rezidenciától a hongkongi repülőtéren át Hongkong minden egyes határátkelőhelyén és belépési pontján. A főbb kormányhivatalokon és kormányépületeken munkaidőben látható. Más állami épületek – kórházak, iskolák, kulturális intézmények – olyan események alkalmából húzzák fel a zászlót, mint a Kínai Népköztársaság kikiáltásának évfordulója (október 1.), a Hongkong Különleges Igazgatási Terület létrehozásának napja (július 1.) és az új év napja. A zászlót reggel 8 órakor húzzák föl, és este 6 órakor vonják be. Mindkét folyamatot lassan kell elvégezni, felvonásnál a zászlónak el kell érnie a zászlórúd legtetejét, levonásnál pedig nem érheti a földet. Zord időjárási körülmények esetén nem feltétlen szükséges felhúzni. Az olyan zászlók, melyek megsérültek, kifakultak, megrongálták azokat, vagy egyéb módon kifogásolhatóak, nem használhatók.

### A kínai zászló mellett
Amikor a kínai zászlót Hongkong zászlajával azonos helyen húzzák föl, a nemzeti zászlónak a területi zászló fölött, vagy legalábbis feltűnőbb helyen kell állnia. A területi zászló kisebb kell hogy legyen, és a nemzeti lobogótól balra helyezhetik el. Amikor a zászlók egy épület belsejében vannak, a bal és jobb oldalt az határozza meg, hogy egy a falnak háttal álló és a zászlók felé néző személy bal és jobb oldalát veszik alapul. Épületen kívül az épület előtt álló személy a bejárat felé tekintve határozza meg a két oldalt. A nemzeti zászlót mindig a területi zászló előtt kell felhúzni, és a területi zászló után kell levonni.

### Félárbócon

Hongkong zászlaja félárbócon

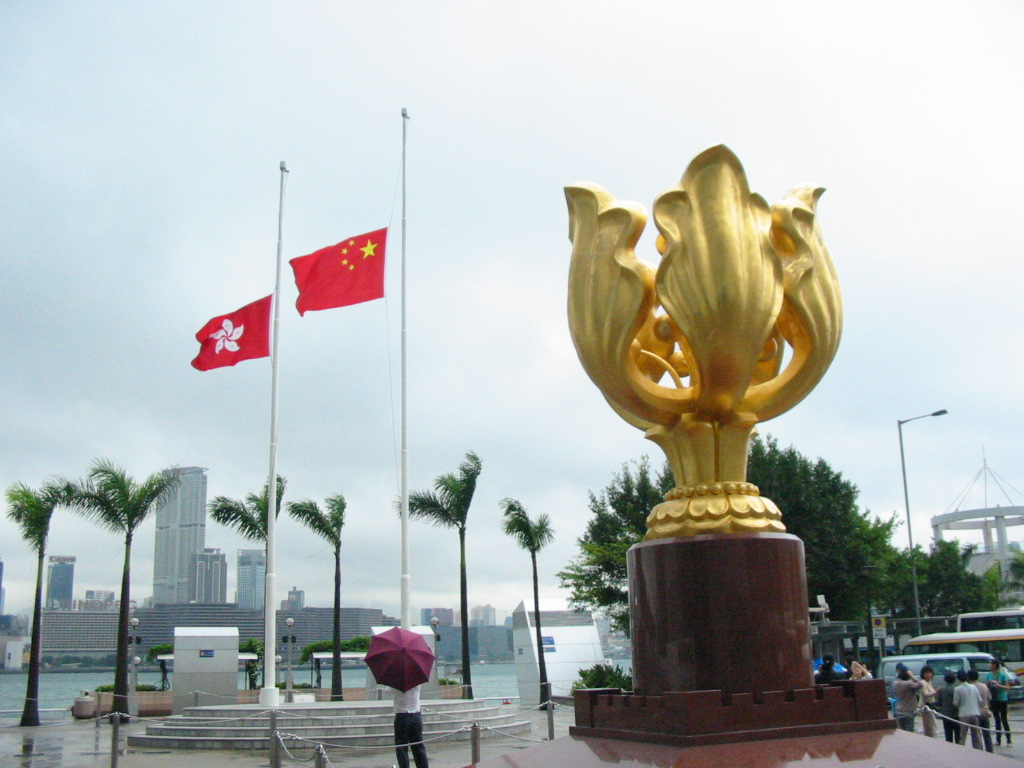
Félárbócon a 2008-as szecsuani földrengés áldozatainak megemlékezésére

Hongkong zászlaját félárbócra kell ereszteni a következő személyek halálának gyászának jeleként:
- Kína elnöke
- az Országos Népi Gyűlés állandó bizottságának elnöke
- Kína miniszterelnöke
- a Kínai Népi Politikai Tanácskozó Testület elnöke
- azon személyek, akik jelentősen hozzájárultak Kína érdekeihez, és a Központi Népi Kormány javasolja az elnöknek
- azon személyek, akik jelentősen hozzájárultak a világbékéhez vagy az emberiség fejlődéséhez, és a Központi Népi Kormány javasolja az elnöknek
- azon személyek, akikről az elnök úgy határoz, hogy jelentős hozzájárulást nyújtottak Hongkong részére, vagy akik esetében az elnök úgy véli, hogy helyénvaló

Emellett a zászlót akkor is félárbócra ereszthetik, amikor a Központi Népi Kormány javasolja ezt az elnöknek, illetve az elnök úgy határoz, hogy helyénvaló ezt tenni, különösen komoly események, természeti csapások okozta nehézségek idején. Amikor egy zászlót félárbócig húznak fel, először fel kell húzni a zászlórúd tetejéig, majd visszaengedni addig a pontig, hogy a zászló teteje és a zászlórúd teteje közötti távolság a zászlórúd hosszának egyharmada legyen. Félárbócról való leeresztés esetén szintén először fel kell húzni a lobogót a rúd tetejéig, majd onnan leengedni.

### A zászló használatának tiltása és meggyalázása
A Területi zászló és területi jelképek rendeletében rögzítették, milyen cselekmények tiltottak a zászlókkal kapcsolatban, illetve hogy tiltott annak meggyalázása, valamint azt, hogy büntetendő cselekedetnek minősül a zászlók tiltott használata és meggyalázása. A rendelet szerint egy zászló nem használható hirdetésben vagy védjegyként, és „nyilvánosan és szándékosan történő égetése, megrongálása, összefirkálása, bemocskolása vagy megtiprása” zászlógyalázásnak minősül. A rendelet ugyanezen előírásokat tartalmazza a kínai nemzeti zászlóra vonatkozóan is. A rendelet az elnök számára lehetővé teszi, hogy további megkötéseket tegyen a zászló használatával kapcsolatosan. 1997-ben hozott döntésében az elnök meghatározta, hogy a zászló, a pecsét vagy a jelvény bármilyen társadalmi szervezet (értve itt bármilyen cég, kereskedelmi szervezet és egyéb szervezet tevékenységeit) által történő felhasználása tiltott, kivéve ha arra előzetesen engedélyt kértek.
1999-ben hoztak először ítéletet zászlógyalázás miatt. A tiltakozó Ng Kung Siu és Lee Kin Yun a „szégyen” szót írta a nemzeti és a hongkongi zászlóra, amiért a rendelet értelmében elítélték őket. A hongkongi ítélőtábla elutasította a döntést, kimondva, hogy a rendelet szükségtelen megszorításokat tartalmaz a szólásszabadsággal, illetve az alkotmánnyal és a polgári és politikai jogokról szóló nemzetközi egyezménnyel szemben. További fellebbezést követően azonban a hongkongi legfelsőbb bíróság támogatta az eredeti ítéletet. Véleményük szerint a rendelet megkötései helytállóak a szólásszabadságot tekintve abban a vonatkozásban, hogy a zászlók védelmének szerepe van a nemzeti egységben és területi integritásban, ezért alkotott meg egy megkötést az egyének üzeneteinek kifejezésének ilyen módjával szemben, de a megkötés nem akadályozza ezen üzenetek más módon való kifejezését.
Leung Kwok-hungot, a Törvényhozó Tanács egyik tagját és hongkongi politikai aktivistát 2001 februárjában – még a törvényhozásban való tagságát megelőzően – megbírságolták a zászló bemocskolása miatt. Három ízben ítélték el zászlógyalázás miatt, két esetben a visszacsatolás harmadik évfordulóján, 2000. július 1-jén, valamint pár nappal később, július 9-én elkövetett tettei miatt, amikor a Választási Bizottság (egy 800 fős elnökválasztó testület) megválasztása ellen tiltakozott. Leungot végül 3000 hongkongi dollár óvadék ellenében szabadlábra helyezték.
2011. szeptember 20-án a 74 éves Zhu Rongchang kínai farmert három hét börtönre ítéltek, amiért felgyújtott egy kínai zászlót Hongkongban. Zhu nem ismerte el bűnösségét a zászlógyalázásban, állítása szerint csupán a szólásszabadsághoz való jogát gyakorolta. A férfit azzal vádolták meg, hogy július 22-én nyilvánosan és szándékosan felgyújtotta a kínai zászlót a turisták által is közkedvelt hongkongi Golden Bauhinia téren. A jelentések szerint Zhu az első, akit zászlógyalázás bűntette miatt börtönbe zártak.

## Fordítás
Ez a szócikk részben vagy egészben  a   Flag of Hong Kong című angol Wikipédia-szócikk ezen változatának fordításán alapul.  Az eredeti cikk szerkesztőit annak laptörténete sorolja fel. Ez a jelzés csupán a megfogalmazás eredetét és a szerzői jogokat jelzi, nem szolgál a cikkben szereplő információk forrásmegjelöléseként.